# Andreas Siljeström
Andreas Siljeström (* 21. Juli 1981 in Stockholm) ist ein ehemaliger schwedischer Tennisspieler.

## Karriere
Siljeström spielt hauptsächlich Doppel. Auf der Challenger Tour konnte er 18 Titel gewinnen, davon 7 mit seinem deutschen Partner Martin Emmrich. Auf der ATP Tour erreichte er 2011 in Båstad erstmals ein Finale. Zusammen mit seinem Landsmann Simon Aspelin unterlag er Robert Lindstedt und Horia Tecău deutlich mit 3:6, 3:6. Auch sein zweites Finale bei einem Turnier der ATP Tour in Belgrad verlor er mit Emmrich; die Israelis Andy Ram und Jonathan Erlich behielten im Match-Tie-Break die Oberhand. Auch sein drittes und letztes Endspiel auf der ATP Tour verlor er. Sein höchsten Position in der Weltrangliste erreichte er im Doppel im Mai 2012 mit Platz 57. Sein letztes Turnier spielte er beim Challenger in Knoxville 2019.

## Erfolge
| Legende (Anzahl der Siege)  |
| Grand Slam                  |
| ATP World Tour Finals       |
| ATP World Tour Masters 1000 |
| ATP World Tour 500          |
| ATP World Tour 250          |
| ATP Challenger Tour (18)    |

### Doppel

#### Turniersiege
| Nr. | Datum             | Turnier          | Belag         | Partner         | Finalgegner                              | Ergebnis           |
| --- | ----------------- | ---------------- | ------------- | --------------- | ---------------------------------------- | ------------------ |
| 1.  | 2. November 2009  | Charlottesville  | Hartplatz (i) | Martin Emmrich  | Dominic Inglot Rylan Rizza               | 6:4, 3:6, [11:9]   |
| 2.  | 9. November 2009  | Knoxville        | Hartplatz (i) | Martin Emmrich  | Raven Klaasen Izak van der Merwe         | 7:5, 6:4           |
| 3.  | 3. April 2011     | Saint-Brieuc (1) | Sand (i)      | Tomasz Bednarek | Grégoire Burquier Romain Jouan           | 6:4, 6:74, [14:12] |
| 4.  | 3. Juli 2011      | Braunschweig (1) | Sand          | Martin Emmrich  | Olivier Charroin Stéphane Robert         | 0:6, 6:4, [10:7]   |
| 5.  | 16. Oktober 2011  | Rennes           | Hartplatz (i) | Martin Emmrich  | Kenny de Schepper Édouard Roger-Vasselin | 6:4, 6:4           |
| 6.  | 26. November 2011 | Helsinki         | Hartplatz     | Martin Emmrich  | Jamie Cerretani Michal Mertiňák          | 6:4, 6:4           |
| 7.  | 7. April 2012     | Tallahassee      | Hartplatz     | Martin Emmrich  | Artem Sitak Blake Strode                 | 6:2, 7:64          |
| 8.  | 25. November 2012 | Tjumen           | Hartplatz (i) | Ivo Klec        | Konstantin Krawtschuk Denys Moltschanow  | 6:3, 6:2           |
| 9.  | 7. April 2013     | Saint-Brieuc (2) | Hartplatz (i) | Tomasz Bednarek | Jesse Huta Galung Konstantin Krawtschuk  | 6:3, 4:6, [10:7]   |
| 10. | 9. November 2013  | Bratislava       | Hartplatz (i) | Henri Kontinen  | Gero Kretschmer Jan-Lennard Struff       | 7:66, 6:2          |
| 11. | 23. November 2013 | Andria           | Hartplatz (i) | Philipp Oswald  | Alessandro Motti Goran Tošić             | 6:2, 6:3           |
| 12. | 5. Juli 2014      | Braunschweig (2) | Sand          | Igor Zelenay    | Rameez Junaid Michal Mertiňák            | 7:5, 6:4           |
| 13. | 14. Februar 2015  | Bergamo          | Hartplatz (i) | Martin Emmrich  | Błażej Koniusz Mateusz Kowalczyk         | 6:4, 7:5           |
| 14. | 9. Januar 2016    | Bangkok          | Hartplatz     | Johan Brunström | Gero Kretschmer Alexander Satschko       | 6:3, 6:4           |
| 15. | 3. April 2016     | Saint-Brieuc (3) | Hartplatz (i) | Rameez Junaid   | Jamie Cerretani Antal van der Duim       | 7:5, 6:74, [10:8]  |
| 16. | 16. April 2016    | Barletta         | Sand          | Johan Brunström | Flavio Cipolla Rogério Dutra da Silva    | 0:6, 6:4, [10:8]   |
| 17. | 15. Mai 2016      | Bordeaux         | Sand          | Johan Brunström | Guillermo Durán Máximo González          | 6:1, 3:6, [10:4]   |
| 18. | 30. Oktober 2016  | Budapest         | Hartplatz (i) | Aljaksandr Bury | Jamie Cerretani Philipp Oswald           | 7:63, 6:4          |

#### Finalteilnahmen
| Nr. | Datum          | Turnier | Belag     | Partner         | Finalgegner                     | Ergebnis         |
| --- | -------------- | ------- | --------- | --------------- | ------------------------------- | ---------------- |
| 1.  | 17. Juli 2011  | Båstad  | Sand      | Simon Aspelin   | Robert Lindstedt Horia Tecău    | 3:6, 3:6         |
| 2.  | 6. Mai 2012    | Belgrad | Sand      | Martin Emmrich  | Jonathan Erlich Andy Ram        | 6:4, 2:6, [6:10] |
| 3.  | 7. August 2016 | Atlanta | Hartplatz | Johan Brunström | Andrés Molteni Horacio Zeballos | 6:72, 4:6        |